# Miguel de Oliveira
Miguel de Oliveira (São Manuel, 30 de septiembre de 1947-São Paulo, 15 de octubre de 2021) fue un boxeador profesional y entrenador de boxeo brasileño, campeón mundial de peso superwélter del Consejo Mundial de Boxeo.

## Vida deportiva
En 1970, Miguel se convirtió en campeón brasileño y dos años más tarde, ya clasificado en la Asociación Mundial de Boxeo (AMB) y en el Consejo Mundial de Boxeo (CMB), ganó el primer lugar en el ranking AMB y con eso obtuvo el derecho a competir. el título mundial. En enero de 1973, Miguel compitió en Japón por el título mundial de boxeo. Fue derrotado, pero obtuvo una revancha en febrero del año siguiente, pero también fue derrotado por puntos después de una larga pelea. Sin embargo, en mayo de 1975, en el Principado de Mónaco, Miguel venció al entonces campeón de Europa, el español José Durán Pérez y alcanzó el título mundial de los pesos superwélter del CMB. Miguel se convirtió en el segundo brasileño en ganar un título de boxeo profesional después de Éder Jofre. El brasileño aún mantuvo el cinturón en la primera defensa, ante el estadounidense Don Cobbs, pero lo perdió ante Elisha Obed en París, en noviembre de ese mismo 1975.

### Clases de boxeo
Licenciado en educación física, enseñó boxeo recreativo en la Academia Cia Athletica - Kansas, São Paulo, Brasil. También tenía un gimnasio que lleva su nombre, en su ciudad natal.

### Entrenador de boxeo
Dedicándose a clases de boxeo, por sus manos pasaron cientos de alumnos. Profesionalmente, sin embargo, volvió a sentir el sabor de un título mundial cuando hizo campeona de la categoría superligero (63,5k), versión Wiba, a la serbia afincada en Brasil Duda Yankovich, en 2006.

## Fallecimiento
En 2021, Miguel de Oliveira le diagnosticaron cáncer de páncreas. Murió debido a complicaciones de la enfermedad de cáncer de páncreas el 15 de octubre de 2021, a la edad de 74 años.